# Otoci spasa
Otoci spasa (fra. Îles du Salut, tako nazvani jer su misionari otišli tamo kako bi pobjegli od kuge na kopnu) skupina su malih otoka  oko 11 km od obale Francuske Gvajane, sjeverno od Kouroua, u Atlantskom oceanu. Iako su bliže Kourouu, otoci su dio fr. commune Cayenne (općina), točnije fr. Cayenne 1er Canton Nord-Ouest.

## Geografija

### Otoci
Tri su otoka, od sjevera prema jugu:
| otok             | Površina (ha) | Visina (m) |
| ---------------- | ------------- | ---------- |
| Vražji otok      | 14            | 40         |
| Île Royale       | 28            | 66         |
| Île Saint-Joseph | 20            | 30         |
| Ukupno           | 62            | 136        |

Vražji otok, najpoznatiji zbog političkog zatočeništva kapetana Alfreda Dreyfusa, poznatiji je govornicima francuskog kao fr. Île du Diable. Ukupna površina je 0,62 km2. Vražji otok i Île Royale odvojeni su tjesnacem fr. Passe des Grenadines, Île Royale i otok tjesnacem Saint-Joseph kod fr. Passe de Désirade.

### Klima
Otok Royale (fra. Île-Royale) ima tropsku savansku klimu (Köppenova klimatska klasifikacija Aw). Prosječna godišnja temperatura na otoku Royale je 27.6 °C. Prosječna godišnja količina oborina je 2,496.7 mm sa svibnjem kao najvlažnijim mjesecom. Temperature su u prosjeku najviše u listopadu, oko 28.7 °C, a najniža u siječnju, oko 26.9 °C. Najviša temperatura ikad zabilježena na otoku Royale bila je 34.8 °C, 10. studenog 2008.; najhladnija ikada zabilježena temperatura bila je 18.4 °C, 10. srpnja 1979.

## Povijest
Između 1852. i 1953. otoci su bili dio zloglasne kažnjeničke kolonije za najgore kriminalce Francuske. Kaznena kolonija prostirala se duž granice sa Surinamom. Île Royale bio je prihvatni centar za opće stanovništvo kaznene kolonije; bili su smješteni na umjerenoj slobodi zbog vrlo male mogućnosti bijega s otoka. Otok Saint-Joseph bio je Rekluzija, kamo su zatvorenici slani da budu kažnjeni samicama u tišini i tami za bijeg ili prijestupe počinjene u kaznenoj koloniji. Đavolji otok je bio za političke zatvorenike. U 19. stoljeću, najpoznatiji takav zatvorenik bio je kapetan Alfred Dreyfus, ondje držan od 1895. do 1899. nakon što je u kontinentalnoj Francuskoj osuđen za izdaju.
Ova kažnjenička kolonija bila je kontroverzna s obzirom na reputaciju grubosti i brutalnosti. Nasilje zatvorenika nad zatvorenicima bilo je uobičajeno, tropske bolesti ubile su mnoge, a mala skupina slomljenih preživjelih vratila se u Francusku kako bi ispričala koliko je to bilo užasno i preplašila druge potencijalne kriminalce. Ovaj je sustav postupno ukidan i potpuno ukinut 1953. Otoci su danas popularna turistička destinacija. Otoci su prikazani u autobiografiji Papillon, Henrija Charrièrea, koji je tamo bio zatočen 9 godina. Kratka priča Anarchist (1906.) Josepha Conrada velikim je dijelom smještena na Otoci spasa.
Od 1979. Otoci spasa su zaštićena područja kojima upravlja Conservatoire du littoral.

## Galerija
- Île Royale.
- Dolazak na Île Royale.
- Svjetionik Otoka spasa.
- Plaža otoka Île Saint-Joseph
- Vražji otok
- Kuća Alfreda Dreyfusa.

## Vanjske poveznice
|  | Zajednički poslužitelj ima još gradiva o temi Otoci spasa |